# 裴君賜
裴君赐（？—？），號纯一，山西平阳府解州安邑县人。明朝政治人物。

## 生平
诗四房，庚寅九月二十九日生。萬曆四十年（1612年）壬子科山西鄉試第九名舉人，天啓二年（1622年）壬戌科会试八十一名，三甲三百一名進士。刑部观政，四年授中书舍人。崇祯元年（1628年）四月授户科给事中，二年巡视光禄寺，三年巡视十库。崇祯五年，流贼陷山西蒲州、永宁，且大掠；巡抚宋统殷提兵援剿。山西巡按御史罗世锦归咎于秦，谓以邻为壑。给事中裴君赐，晋人也，上言请责成秦镇、抚驱之回秦后，再议剿抚；识者笑之。。

## 家族
父裴衷，贡生，官赞皇县司训。